# Copa Beccar Varela
A Copa Beccar Varela egy argentin labdarúgó-ligakupa volt, amelyet az argentin labdarúgó-szövetségből (AFA) 1931-ben kivált klubok által alapított Liga Argentina de Football (LAF) szervezett meg. A kupát 1932-ban alapították meg, az utolsó torna pedig 1933-ban került megrendezésre.
A trófeát Adrián Beccar Varela után nevezték el, aki 1920-ban az Argentin amatőrök labdarúgó-szövetségének (AAmF) és 1927 és 1928 között az Argentin labdarúgó-szövetségnek (AFA) is az elnöke volt. A második (1934-es) tornában 4 uruguayi klub (Peñarol, Nacional, Defensor Sporting és Sud América) is részt vett, annak ellenére, hogy ez egy nemzeti kupa.

## Eredmények
| Szezon | Győztes             | Eredmény | Második      | Helyszín                         |
| ------ | ------------------- | -------- | ------------ | -------------------------------- |
| 1932   | Racing Club         | ―        | Boca Juniors | ―                                |
| 1933   | Central Córdoba (R) | 2–2      | Racing Club  | Estadio Monumental, Buenos Aires |

- Az első tornán nem került megrendezésre a döntő, a három döntős (Racing Club, Boca Juniors, Tigre) egy-egy mérkőzést játszott egymással. A legtöbb (4) pontot a Racing Club szerezte, így őket hirdették ki bajnokként.
- A második tornán a Central Córdoba csapatát hirdették ki mint bajnokcsapat, mivel a Racing Club játékosai elhagyták a pályát a játékvezetővel való egyet nem értés következtében.

## Gólkirályok
| Year | Player             | Goals | Club        |
| ---- | ------------------ | ----- | ----------- |
| 1932 | Evaristo Barrera   | 7     | Racing Club |
| 1933 | Demetrio Conidares | 13    | Racing Club |

## Fordítás
Ez a szócikk részben vagy egészben  a   Copa Beccar Varela című angol Wikipédia-szócikk fordításán alapul.  Az eredeti cikk szerkesztőit annak laptörténete sorolja fel. Ez a jelzés csupán a megfogalmazás eredetét és a szerzői jogokat jelzi, nem szolgál a cikkben szereplő információk forrásmegjelöléseként.